# Soemo da Armênia
Caio Júlio Soemo (em grego: Γάϊος Ἰούλιος Σόαιμος; romaniz.: Gáios Ioúlios Sóaimos; em latim: Gaius Julius Sohaemus; m. 180) foi um rei cliente do Império Romano na Armênia de 144 a 161 e novamente de 163 a 180.

## Vida

### Família
Soemo, uma pessoa proeminente no Império Romano no século II, era membro da dinastia orôntida do Comagena e da dinastia emesena da Síria. Seu contemporâneo, o romancista Jâmblico, reivindicou Soemo como seu compatriota e afirmou que possuía ancestralidade arsácida e aquemênida (na figura de certo "Aquêmenes, o Arsácida"). Era descendente da princesa meda Jotapa, que já havia sido prometida ao príncipe ptolomaico Alexandre Hélio, filho de Cleópatra e Marco Antônio. Pouco se sabe sobre a família e a infância de Soemo antes de se tornar rei da Armênia. Christian Settipani propôs que fossem filho de Caio Júlio Ávito, que era filho de Caio Júlio Longino Soemo, neto de Samsigéramo, filho Caio Júlio Alexião, filho de Soemo.

## Reinado
Antes de se tornar rei, Soemo foi senador romano e serviu como cônsul em Roma em data desconhecida. Em 144, recebeu o trono armênio do imperador Antonino Pio (r. 138–161) após a morte de Vologases I. Em homenagem à sua primeira ascensão ao trono da Armênia, um sestércio com imagens de Soemo e Antonino Pio foi emitido em Roma com a inscrição "um rei dado aos armênios". Foi contemporâneo do governo dos imperadores Antonino Pio, Marco Aurélio (r. 161–180), Lúcio Vero (r. 161–169) e Cômodo (r. 176–192) da dinastia nerva-antonina. Em seu primeiro reinado, cujos detalhes são desconhecidos, governou de 144 a 161. O romancista Jâmblico, que vivia na Armênia na época do seu governo, o descreveu como "em sucessão aos seus antepassados", o que pode ser uma referência seu ancestral Soemo, que viveu no século I.

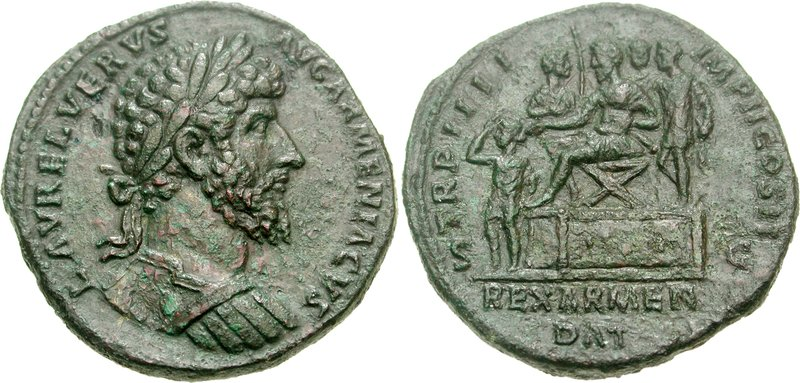
Sestércio de Lúcio Vero de 164 celebrando a nomeação de Soemo

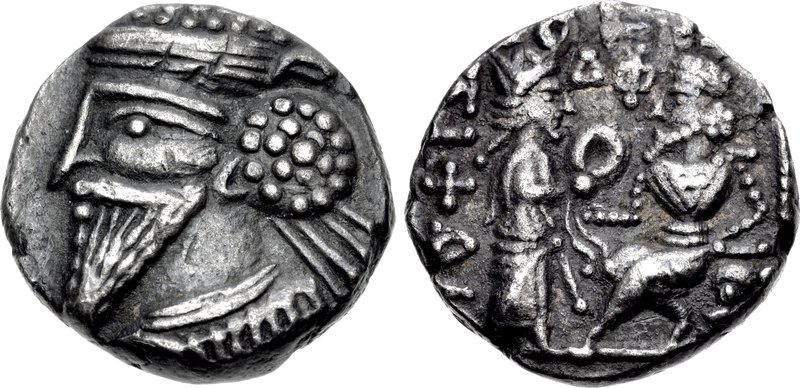
Tetradracma de, que reinou na Armênia como Vologases II depois de Soemo

Em 161, o xainxá Vologases IV (r. 147–191), filho de Mitrídates IV (r. 129–140), despachou suas tropas para tomar a Armênia e erradicar as legiões estacionadas no país sob o comando do legado Marco Sedácio Severiano. Vologases então instalou Aurélio Pácoro como rei. Encorajadas pelo aspabedes Osroes, as tropas partas marcharam a oeste à Síria romana. Depois que a Armênia foi tomada, Soemo foi ao exílio político, vivendo em Roma, onde se tornou senador. Estes acontecimentos provocaram uma nova guerra e a paz foi feita em termos romanos, com Soemo reinstalado como rei por Lúcio Vero em 163/4, com sua segunda cerimônia de coroação podendo ter ocorrido em Antioquia ou Éfeso. A guerra custou caro aos romanos, pois o exército trouxe consigo uma praga que se espalhou muito rapidamente por todo o império. Marco Aurélio tentou declarar a Armênia uma província romana, mas a revolta liderada pelo príncipe Tiridates forçou os romanos a abandonar seus planos. Em 164, surge a cunhagem latina com a inscrição no obverso "Lúcio Vero Augusto Armeníaco" (L. Verus. Aug. Armeniacus) e no reverso "um rei dado aos armênios" (Rex Armen(ii)s datus).
Salvo que reinou de 163 até talvez 180, pouco se sabe do segundo reinado de Soemo. Sob Soemo, os trabalhos de construção continuaram na capital Valarsapate. Uma cidadela, fortificações defensivas, um complexo palaciano e vários templos pagãos foram construídos na cidade. Em algum momento durante seu reinado, foi expulso por elementos favoráveis à Pártia. Um homem chamado Tiridates, que assassinou o rei de Osroena e brandiu sua espada na cara de Públio Márcio Vero, o governador da Capadócia, quando repreendido por isso, provocou problemas na Armênia. A única punição de Tiridates por seus crimes foi ser exilado à Britânia romana por Marco Aurélio. Como resultado da segunda expulsão de Soemo, as forças romanas entraram em guerra com os partos, que retomaram a maior parte do seu território perdido em 166, enquanto Soemo fugiu à Síria. Depois que Marco Aurélio, Lúcio Vero e os governantes partas intervieram no conflito, o filho de Vologases IV, Vologases II assumiu o trono armênio em 180.